# L'opera seria
L'opera seria è una commedia per musica composta da Florian Leopold Gassmann su libretto di Ranieri de' Calzabigi rappresentata al Burgtheater nel 1769. 

Si tratta non solo di un "metamelodramma", di uno spettacolo cioè che mostra l'allestimento di un'opera lirica, ma anche di una parodia delle opere serie "non riformate" secondo la moda inaugurata dallo stesso Calzabigi. L'opera funge da apripista per il genere del "metamelodramma", che continuerà con il dittico formato da Der Schauspieldirektor e Prima la musica e poi le parole di Wolfgang Amadeus Mozart e Antonio Salieri, rappresentate entrambe nel 1786, Le convenienze ed inconvenienze teatrali di Gaetano Donizetti del 1827 e, infine, con Ariadne auf Naxos di Richard Strauss. 

In epoca moderna l'opera è stata riscoperta grazie a René Jacobs che ha avuto modo di dirigerla in molte occasioni a partire dal 1994 a Schwetzingen fino al 2016 a Bruxelles. Recentissimamente è stata rappresentata al Teatro alla Scala diretta da Christophe Rousset con Pietro Spagnoli e Mattia Olivieri.

## Trama

### Atto Primo
Nella casa dell'impresario Fallito, che abita "in ogni città ove si fanno opere in musica", si svolgono le prove della nuova opera, L'Oranzebe (nome che storpia quello della tragedia Aureng-Zebe di John Dryden). Il compositore, Sospiro, e il librettista, Delirio, si scambiano reciproci  complimenti (Oh, che bell'Opera!), mentre l'impresario fiuta già da lontano l'odore di fiasco, ed esorta i due offesi autori a espungere dalla partitura inutili cadenze e dal libretto boriose massime (Signor Delirio, tante sentenze). 

Arrivano a uno ad uno tutti i membri della compagnia di canto: Stonatrilla, la primadonna, che pretende di essere servita e riverita non solo dall'impresa ma anche dai colleghi (Ragazzuccia, mettete giudizio); Smorfiosa, la seconda donna, ipocondriaca e languorosa, che se l'intende con Ritornello, il primo musico, capriccioso quanto la primadonna; Porporina (il cui nome fa il verso al soprannome del castrato Giovanni Bindi, il "Porporino"), il secondo uomo, giovane ma superba cantante, che tenta la scalata grazie all'ascendente che ha sul compositore Sospiro, il quale scrive per lei arie per metterla in risalto (Cari quegli occhi amabili). Completa il cartellone il coreografo Passagallo, l'unico entusiasta per la messa in scena perché sa benissimo che, qualora l'opera andasse male, il ballo risolleverà le sorti dello spettacolo. 

La compagnia viene riunita per mostrare loro i bozzetti dei vestiti e le parti stampate dell'ultimo atto, ma questo accende i primi litigi: c'è chi si lamenta sulla lunghezza del proprio strascico, chi vuole più piume sul proprio cimiero, chi si indigna perché non sono stati indicati i suoi titoli sul libretto a stampa. A nulla valgono le promesse di Fallito, Sospiro e Delirio di aggiustare le cose, e l'atto si conclude nel caos generale.

### Atto Secondo
La compagnia si ritrova nuovamente per provare l'ultimo atto dell'opera, ma i rapporti sono molto tesi: Sospiro e Delirio non vanno più d'accordo, rinfacciando l'un l'altro di incompetenza e di aver preso idee da compositori e librettisti di maggior successo (Asinaccio!/Ignorantaccio!); Ritornello vuole un'altra aria e litiga con Delirio sulla modifica di alcuni versi (Quel cocchier/No, no: nocchiero); i commenti velenosi si sprecano, ora sulle doti vocali dei cantanti, ora sulla qualità dei versi, ora sulla qualità della musica. 

La goccia che fa traboccare il vaso è la prova del ballo: la compagnia di canto ride alle spalle della prima ballerina, dalla fama equivoca, ma la diretta interessata sente le loro parole e, spalleggiata dai colleghi ballerini e Passagallo, si azzuffa con gli artisti. Il caos richiama la polizia, alla cui vista le donne perdono i sensi: i solisti se la prendono con l'incolpevole Fallito, reo di non amministrare bene le prove, il quale si offende e minaccia di far arrestare tutti quanti. Delirio e Passagallo provano a placare gli animi per andare in scena serenamente, ma i presupposti per un fiasco sono ormai una certezza.

### Atto Terzo
È il giorno del debutto dell'Oranzebe, il cui primo atto è una parodia dell'Adriano in Siria di Pietro Metastasio: il generale mongolo Nasercano (Ritornello) torna dalla guerra contro l'India portando come bottino di guerra la principessa Saebe (Smorfiosa), destando la gelosia di Rossanara (Stonatrilla), sorella di Oranzebe innamorata del generale, e l'interesse dell'ufficiale Rana (Porporina). Dopo poche arie, tuttavia, il pubblico rumoreggia infastidito perché lo spettacolo non piace per nulla: Passagallo viene mandato a placare gli spettatori inferociti promettendo a breve l'esecuzione del ballo (I miei balli son tanti miracoli).

Nel dietro le quinte la compagnia di canto commenta amareggiata il fallimento dello spettacolo: persino le madri delle tre cantanti, Bragherona, Caverna e Befana, si accapigliano tra loro rinfacciandosi gli insuccessi delle rispettive figliole. I contrasti cessano quando Sospiro entra annunciando la fuga di Fallito con gli incassi della serata: i personaggi non si perdono d'animo e decidono di fare fronte comune fondando loro stessi un'impresa per esibirsi ancora tutti insieme, giurando inoltre eterno odio alla categoria degli impresari (Noi giuriamo pe' quei numi).

## Struttura musicale
- Sinfonia

### Atto 1
- Terzetto Oh, che bell'Opera! (Sospiro, Delirio, Fallito)
- Aria Signor Delirio, tante sentenze (Fallito)
- Duetto Ho di fuoco nel petto un Vesuvio (Sospiro, Delirio)
- Arioso Camerieri, staffieri, lacchè! (Stonatrilla)
- Aria Ragazzuccia, mettete giudizio (Stonatrilla)
- Aria Cari quegli occhi amabili (Sospiro)
- Aria Benché da te lontano (Ritornello)
- Aria Più non si trovano fra noi le mutrie (Porporina)
- Aria Mio dolce amorino (Smorfiosa)
- Aria Vedrete che salti che slanciano (Passagallo)
- Recitativo accompagnato Maledetta l'impresa de' musici teatri! (Fallito)
- Aria State attento a quest'oracolo (Delirio)
- Finale primo Io vi giuro, mie dive adorabili (Delirio, Fallito, Stonatrilla, Smorfiosa, Porporina, Sospiro, Ritornello)

### Atto 2
- Terzetto Asinaccio!/Ignorantaccio! (Delirio, Sospiro, Fallito)
- Aria Se di fare l'impresario (Fallito)
- Duetto Quel cocchier/No, no: nocchiero (Ritornello, Delirio)
- Aria Barbara! E non rammenti (Sospiro)
- Recitativo accompagnato e aria Il fiero ardire - No, crudel, d'amor capace (Smorfiosa)
- Recitativo accompagnato e Duetto Che impostura! - Ah non mi dir così (Stonatrilla, Ritornello)
- Recitativo accompagnato e Aria Dove corri, Rutleno? - Delfin che al laccio infido (Porporina)
- Recitativo accompagnato e Aria Dove son! Che m'arriva - Pallid'ombra del misero amante (Stonatrilla)
- Aria Quel nocchier che scioglie a' venti (Ritornello)
- Sinfonia
- Finale secondo Conoscete, eh, Porporina? (Smorfiosa, Porporina, Sospiro, Ritornello, Stonatrilla, Delirio, Ballerina, Fallito, Passagallo, Coro)

### Atto 3
- Sinfonia
- Aria Se con voi do in braccio al vento (Ritornello/Nasercano)
- Aria Saprei costante e fida (Saebe/Smorfiosa)
- Aria No: se a te non toglie il fato (Rossanara/Stonatrilla)
- Marcia
- Aria I miei balli son tanti miracoli (Passagallo)
- Finale terzo Vi scordate che colle fischiate (Bragherona, Caverna, Befana, Ritornello, Delirio, Passagallo, Smorfiosa, Stonatrilla, Porporina, Sospiro, Coro)